# Pterobryon flagelliferum
Pterobryon flagelliferum là một loài Rêu trong họ Pterobryaceae. Loài này được Mitt. miêu tả khoa học đầu tiên năm 1886.